# جون سيمبسون (مبارز بالسيف)
جون سيمبسون (بالإنجليزية: John Simpson) هو مبارز بالسيف أسترالي، ولد في 16 مايو 1927 في سيدني في أستراليا، وتوفي في 1 يونيو 2016.

## وصلات خارجية
- جون سيمبسون على موقع أوليمبيديا (الإنجليزية)
- جون سيمبسون على موقع اتحاد ألعاب الكومنولث (مؤرشف) (الإنجليزية)